# Forza Motorsport (игра, 2023)
Forza Motorsport — гоночный симулятор, разработанный компанией Turn 10 Studios и выпущенный компанией Xbox Game Studios для Windows и Xbox Series X/S. Это тринадцатая основная игра серии Forza. Хотя это восьмая игра серии Forza Motorsport после Forza Motorsport 7, это перезапуск серии. Консоли Xbox Series X и Series S используют рендеринг графики сверхвысокой четкости, чем её предшественники. Игра была выпущена 5 октября 2023 года в раннем доступе для игроков, которые купили Premium Edition или Xbox Game Pass, которые купили Premium Add-Ons Bundle DLC, и 10 октября 2023 года для всех остальных игроков.

## Игровой процесс
Forza Motorsport — гоночная игра. При запуске игра, по прогнозам, будет иметь более 500 автомобилей и 800 обновлений. Около 80 транспортных средств всех эпох и видов гоночных транспортных средств входят в число транспортных средств, которые были объявлены до сих пор. Хотя более 100 из них будут новыми для серии, многие из них перешли из более ранних игр Forza Motorsport.
Игра включает в себя такие элементы, как трассировка лучей в режиме реального времени на трассе, износ шин, динамическое время суток, изменения модели повреждений с более определёнными повреждениями и накопление грязи. Также есть и другие эффекты, такие как «анимированная жизнь трека», «физическое освещение и объёмные эффекты тумана» и «полностью процедурная облачная система». Игра также включает в себя однопользовательский режим карьеры и несколько многопользовательских онлайн-режимов. При запуске игра будет иметь четыре DLC-пакета, доступных для игроков.

## Разработка
Игра была впервые анонсирована на Xbox Showcase в 2020 году. Дата выхода ранее была установлена на «Весну 2023», но была перенесена на конец 2023 года и назначена на 10 октября. В интервью GamesRadar Крис Эсаки, креативный директор Turn 10 Studios, подчеркнул приверженность команды «продвигать границы реализма» в Forza Motorsport и описал игру как «самую технически продвинутую гоночную игру из когда-либо созданных».

## Отзывы
| Сводный рейтинг       | Сводный рейтинг           |
| Агрегатор             | Оценка                    |
| --------------------- | ------------------------- |
| Metacritic            | (Win) 84/100 (XSX) 85/100 |
| Иноязычные издания    |                           |
| Издание               | Оценка                    |
| Edge                  | 7/10                      |
| Русскоязычные издания |                           |
| Издание               | Оценка                    |
| StopGame.ru           | Похвально                 |

Согласно агрегатору «Metacritic», игра получила в целом положительные отзывы от критиков.